# 氾濫草甸和氾濫稀林

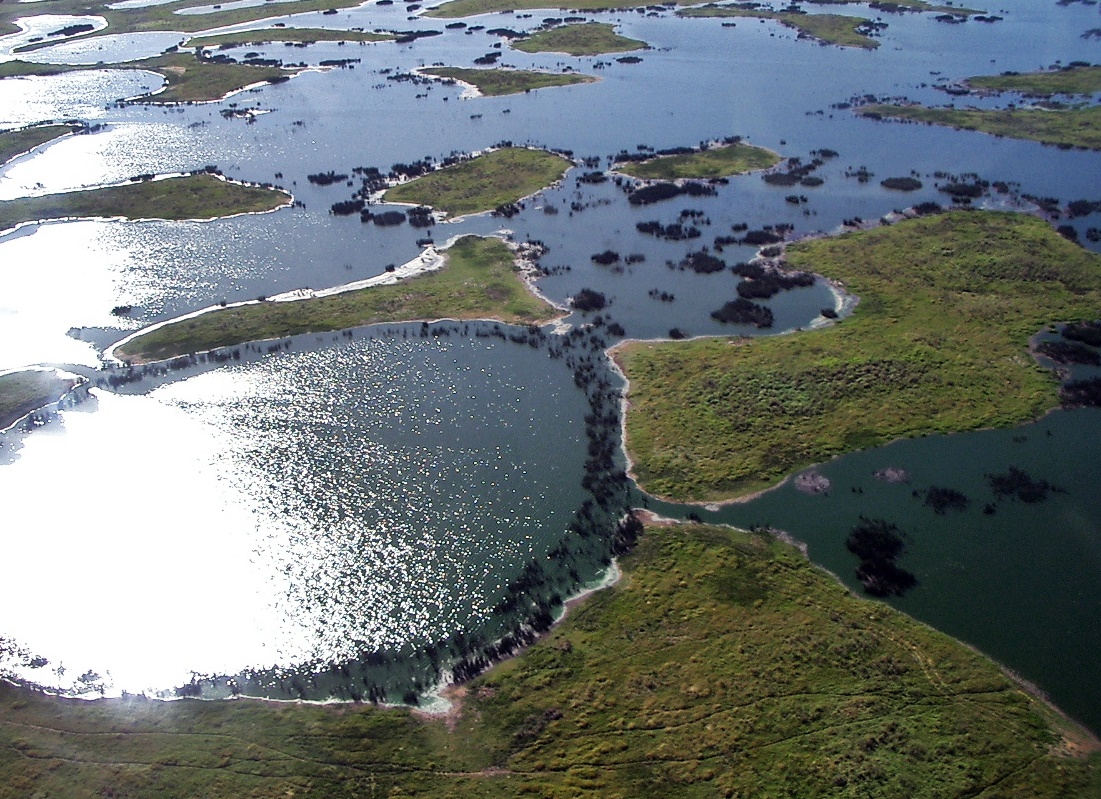
南美洲中部的潘特納爾濕地

氾濫草甸和氾濫稀林現今分布地區

氾濫草甸和氾濫稀林是由世界自然基金會（WWF）使用，在全球生物地理學中，作為組織生態區的陸地生物群系之一，由大範圍被水所淹沒的草地所組成。許多能適應獨特水文情勢與土壤土質的動植物棲息於此，亦包括了大群遷徙而來或定居於此的水鳥。
氾濫草甸和氾濫稀林分布於四個洲內，其中較著名的包括佛羅里達大沼澤地、潘特納爾濕地、查德湖氾濫稀林、贊比西河氾濫草甸及蘇德沼澤。佛羅里達大沼澤地為目前世界上最大的石灰岩基質氾濫草原，棲息於其中的物種包含了11,000種的種子植物、25種蘭花、300鳥類及150種魚類。棲息於潘特納爾濕地中的物種則包含了超過260種魚類、700種鳥類、90種哺乳類、160種爬蟲類、45種兩棲類、1,000種蝴蝶、及1,600種植物。氾濫草甸和氾濫稀林通常多為當地最大的複合生態系統。